# Land- und Stadtgericht Groß-Stehlitz
Das Land- und Stadtgericht Groß-Stehlitz war ein preußisches Land- und Stadtgericht mit Sitz in Groß-Stehlitz.

## Geschichte
Mit der preußischen Städteordnung von 1808 verloren die Magistrate ihre Funktion als Eingangsgerichte und es wurden staatliche Stadtgerichte eingerichtet. Nach dem Ende der Befreiungskriege wurden die staatlichen Gerichte (Stadtgerichte und Justizämter) zu Land- und Stadtgerichten zusammengefasst. In Groß-Stehlitz entstand so das Land- und Stadtgericht Groß-Stehlitz. Zuständiges Oberlandesgericht war das Oberlandesgericht Ratibor.
Sein Sprengel umfasste die Städte Groß-Stehlitz mit 1691 Einwohnern (1837) und Leschnitz mit 1106 Einwohnern sowie 11 Ortschaften mit 3528 Einwohnern, also zusammen 6325 Gerichtseingesessene. In Leschnitz wurden Gerichtstage gehalten.
Am Gericht waren ein Land- und Stadtrichter, ein Subalterner und zwei Unterbeamte beschäftigt. Es handelte sich um ein Gericht 2. Klasse, d. h. da das Gericht weniger als drei Richter hatte, konnten diese nicht als Spruchkörper gemeinsam Beschlüsse fassen.
Das Gericht hatte seinen Sitz in einem angemieteten Privatgebäude.
1849 wurden einheitlich Kreisgerichte gebildet. In Groß-Stehlitz entstand so das Kreisgericht Groß-Stehlitz.